# Alfayo Odongo
Alfayo Odongo – kenijski piłkarz grający na pozycji pomocnika. W swojej karierze rozegrał 4 mecze i strzelił 1 gola w reprezentacji Kenii.

## Kariera klubowa
W swojej karierze piłkarskiej Odongo grał w klubie Rivatex FC, w którym grał w latach 1985-1996.

## Kariera reprezentacyjna
W reprezentacji Kenii Odongo zadebiutował 9 grudnia 1990 roku w zremisowanym 2:2 meczu Pucharu CECAFA 1990 z Ugandą i w debiucie strzelił gola. W 1992 roku został powołany do kadry na Puchar Narodów Afryki 1992. Zagrał w nim w jednym meczu grupowym, z Nigerią (1:2). Od 1990 do 1995 wystąpił w kadrze narodowej 4 razy i strzelił 1 gola.